# 2،5-ثنائي كلوروالأنيلين

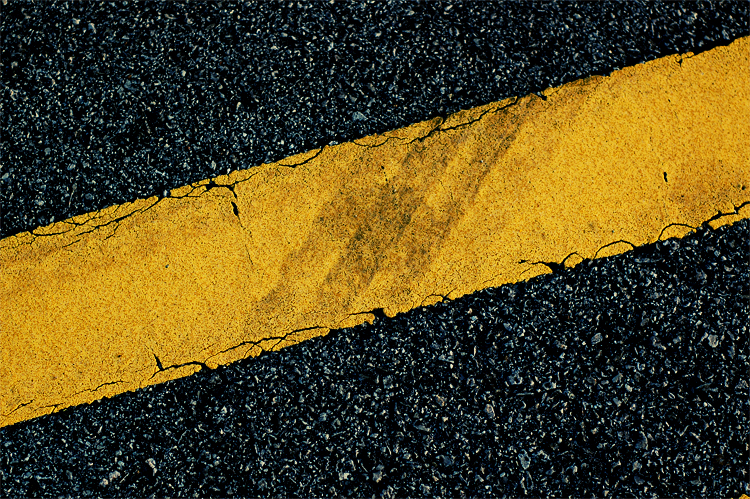
يستخدم الصباغ الأصفر 10، وهو مشتق من 1،4-ثنائي كلوروالأنيلين، بشكل شائع لعلامات الطرق الصفراء في الولايات المتحدة.

2،5 - ديكلورواينيلين (بالإنجليزية: 2,5-Dichloroaniline)‏ مركب عضوي مع الصيغة C 6 H 3 Cl 2 NH 2. واحدة من ستة ايزومرات ثنائي كلوروأينيلين، وهي مادة صلبة عديمة اللون لا تذوب في الماء يتم إنتاجه عن طريق هدرجة 1،4-ديكلورو 2- نتروبنزين. إنه مقدمة للأصباغ والأخضاب، على سبيل المثال، الصباغ الأصفر 10. 